# Michel Picard (hockey sur glace)
Pour les articles homonymes, voir Michel Picard et Picard (homonymie).
Michel Picard (né le 7 octobre 1969 à Québec, dans la province de Québec au Canada) est un joueur professionnel retraité canadien de hockey sur glace,.

## Carrière de joueur
Après trois saisons avec les Draveurs de Trois-Rivières, il devient professionnel alors qu'il rejoint les Whalers de Binghamton de la Ligue américaine de hockey. Cette équipe est alors le club école des Whalers de Hartford, équipe de la Ligue nationale de hockey qui l'avait sélectionné en 1989. Il joue aux cours des saisons qui suivent essentiellement dans la LAH et dans la Ligue internationale de hockey et quelquefois dans la LNH. Il joue aussi 2 saisons en Europe sans toutefois s'y établir.
Entre 2004 et 2009, il joue avec le Prolab / Isothermic de Thetford Mines de la Ligue nord-américaine de hockey. Il fait également un cours passage avec les Poutrelles Delta de Sainte-Marie. Il termine sa carrière à la fin de la saison 2009.
Au terme de sa carrière, il accepte un poste de recruteur pour les Blues de Saint-Louis.

## Statistiques
Pour les significations des abréviations, voir Statistiques du hockey sur glace.
| Saison      | Équipe                              | Ligue       |     | Saison régulière | Saison régulière | Saison régulière | Saison régulière | Saison régulière |    | Séries éliminatoires | Séries éliminatoires | Séries éliminatoires | Séries éliminatoires | Séries éliminatoires |
| Saison      | Équipe                              | Ligue       | PJ  | B                | A                | Pts              | Pun              | PJ               | B  | A                    | Pts                  | Pun                  |                      |                      |
| 1985-1986   | Gouverneurs de Sainte-Foy           | QAAA        | 42  | 53               | 34               | 87               | -                | -                | -  | -                    | -                    | -                    |                      |                      |
| 1986-1987   | Draveurs de Trois-Rivières          | LHJMQ       | 66  | 33               | 35               | 68               | 53               | -                | -  | -                    | -                    | -                    |                      |                      |
| 1987-1988   | Draveurs de Trois-Rivières          | LHJMQ       | 69  | 40               | 55               | 95               | 71               | -                | -  | -                    | -                    | -                    |                      |                      |
| 1988-1989   | Draveurs de Trois-Rivières          | LHJMQ       | 66  | 59               | 81               | 140              | 107              | 4                | 1  | 3                    | 4                    | 2                    |                      |                      |
| 1989-1990   | Whalers de Binghamton               | LAH         | 67  | 16               | 24               | 40               | 98               | -                | -  | -                    | -                    | -                    |                      |                      |
| 1990-1991   | Indians de Springfield              | LAH         | 77  | 56               | 40               | 96               | 61               | 18               | 8  | 13                   | 21                   | 18                   |                      |                      |
| 1990-1991   | Whalers de Hartford                 | LNH         | 5   | 1                | 0                | 1                | 2                | -                | -  | -                    | -                    | -                    |                      |                      |
| 1991-1992   | Indians de Springfield              | LAH         | 40  | 21               | 17               | 38               | 44               | 11               | 2  | 0                    | 2                    | 34                   |                      |                      |
| 1991-1992   | Whalers de Hartford                 | LNH         | 25  | 3                | 5                | 8                | 6                | -                | -  | -                    | -                    | -                    |                      |                      |
| 1992-1993   | Blades de Kansas City               | LIH         | 33  | 7                | 10               | 17               | 51               | 12               | 3  | 2                    | 5                    | 20                   |                      |                      |
| 1992-1993   | Sharks de San José                  | LNH         | 25  | 4                | 0                | 4                | 24               | -                | -  | -                    | -                    | -                    |                      |                      |
| 1993-1994   | Pirates de Portland                 | LAH         | 61  | 41               | 44               | 85               | 99               | 17               | 11 | 10                   | 21                   | 22                   |                      |                      |
| 1994-1995   | Senators de l'Île-du-Prince-Édouard | LAH         | 57  | 32               | 57               | 89               | 58               | 8                | 4  | 4                    | 8                    | 6                    |                      |                      |
| 1994-1995   | Sénateurs d'Ottawa                  | LNH         | 24  | 5                | 8                | 13               | 14               | -                | -  | -                    | -                    | -                    |                      |                      |
| 1995-1996   | Senators de l'Île-du-Prince-Édouard | LAH         | 55  | 37               | 45               | 82               | 79               | 5                | 5  | 1                    | 6                    | 2                    |                      |                      |
| 1995-1996   | Sénateurs d'Ottawa                  | LNH         | 17  | 2                | 6                | 8                | 10               | -                | -  | -                    | -                    | -                    |                      |                      |
| 1996-1997   | Frölunda HC                         | Elitserien  | 3   | 0                | 1                | 1                | 0                | -                | -  | -                    | -                    | -                    |                      |                      |
| 1996-1997   | Griffins de Grand Rapids            | LIH         | 82  | 46               | 55               | 101              | 58               | 5                | 2  | 0                    | 2                    | 10                   |                      |                      |
| 1997-1998   | Griffins de Grand Rapids            | LIH         | 58  | 28               | 41               | 69               | 42               | -                | -  | -                    | -                    | -                    |                      |                      |
| 1997-1998   | Blues de Saint-Louis                | LNH         | 16  | 1                | 8                | 9                | 29               | -                | -  | -                    | -                    | -                    |                      |                      |
| 1998-1999   | Griffins de Grand Rapids            | LIH         | 6   | 2                | 2                | 4                | 2                | -                | -  | -                    | -                    | -                    |                      |                      |
| 1998-1999   | Blues de Saint-Louis                | LNH         | 45  | 11               | 11               | 22               | 16               | 5                | 0  | 0                    | 0                    | 2                    |                      |                      |
| 1999-2000   | Griffins de Grand Rapids            | LIH         | 65  | 33               | 35               | 68               | 50               | 17               | 8  | 9                    | 17                   | 4                    |                      |                      |
| 1999-2000   | Oilers d'Edmonton                   | LNH         | 2   | 0                | 0                | 0                | 2                | -                | -  | -                    | -                    | -                    |                      |                      |
| 2000-2001   | Phantoms de Philadelphie            | LAH         | 72  | 31               | 39               | 70               | 22               | 10               | 4  | 5                    | 9                    | 4                    |                      |                      |
| 2000-2001   | Flyers de Philadelphie              | LNH         | 7   | 1                | 4                | 5                | 0                | -                | -  | -                    | -                    | -                    |                      |                      |
| 2001-2002   | Adler Mannheim                      | DEL         | 60  | 24               | 28               | 52               | 30               | 12               | 7  | 6                    | 13                   | 4                    |                      |                      |
| 2002-2003   | Griffins de Grand Rapids            | LAH         | 78  | 32               | 52               | 84               | 34               | 15               | 3  | 1                    | 4                    | 8                    |                      |                      |
| 2003-2004   | Griffins de Grand Rapids            | LAH         | 75  | 17               | 37               | 54               | 35               | 4                | 0  | 0                    | 0                    | 2                    |                      |                      |
| 2004-2005   | Prolab de Thetford Mines            | LNAH        | 60  | 36               | 55               | 91               | 22               | 17               | 6  | 11                   | 17                   | 8                    |                      |                      |
| 2005-2006   | Prolab de Thetford Mines            | LNAH        | 55  | 50               | 37               | 87               | 35               | 18               | 5  | 15                   | 20                   | 12                   |                      |                      |
| 2006-2007   | Prolab de Thetford Mines            | LNAH        | 48  | 48               | 51               | 99               | 18               | 7                | 6  | 3                    | 9                    | 2                    |                      |                      |
| 2007-2008   | Isothermic de Thetford Mines        | LNAH        | 52  | 22               | 51               | 73               | 36               | 7                | 3  | 6                    | 9                    | 2                    |                      |                      |
| 2008-2009   | Poutrelles Delta de Sainte-Marie    | LNAH        | 7   | 5                | 5                | 10               | 4                | -                | -  | -                    | -                    | -                    |                      |                      |
| 2008-2009   | Isothermic de Thetford Mines        | LNAH        | 7   | 3                | 4                | 7                | 2                | 1                | 0  | 1                    | 1                    | 0                    |                      |                      |
| Totaux LNH  | Totaux LNH                          | Totaux LNH  | 166 | 28               | 42               | 70               | 103              | 5                | 0  | 0                    | 0                    | 2                    |                      |                      |
| Totaux LNAH | Totaux LNAH                         | Totaux LNAH | 229 | 164              | 203              | 367              | 117              | 50               | 20 | 36                   | 56                   | 24                   |                      |                      |

## Trophées et honneurs personnels
- Ligue de hockey junior majeur du Québec
  - 1989 : nommé dans la 2e équipe d'étoiles
- Ligue américaine de hockey
  - 1991 et 1995 : nommé dans la 1re équipe d'étoiles
  - 1994 et 2003 : nommé dans la 2e équipe d'étoiles
- Ligue internationale de hockey
  - 1997 : nommé dans la 1re équipe d'étoiles
- Ligue nord-américaine de hockey
  - 2005 : remporte le Trophée du joueur le plus gentilhomme avec le Prolab de Thetford Mines.

## Transactions en carrière
- 9 octobre 1992 : échangé aux Sharks de San José par les Whalers de Hartford en retour de considérations futures (Yvon Corriveau le 21 janvier 1993).
- 16 juin 1994 : signe un contrat comme agent libre avec les Sénateurs d'Ottawa.
- 21 mai 1996 : échangé aux Capitals de Washington par les Sénateurs d'Ottawa en retour d'une somme d'argent.
- 5 janvier 1998 : signe un contrat comme agent libre avec les Blues de Saint-Louis.
- 2 décembre 1999 : signe un contrat comme agent libre avec les Oilers d'Edmonton.
- 14 août 2000 : signe un contrat comme agent libre avec les Flyers de Philadelphie.
- 15 juillet 2002 : signe un contrat comme agent libre avec les Red Wings de Détroit.